# Lockie Leonard
Lockie Leonard è una serie televisiva australiana tratta dai romanzi della serie di Lockie Leonard di Tim Winton. Girata ad Albany, Western Australia, la serie è stata trasmessa su Nine Network dal 19 giugno 2007.
Lockie Leonard è stata prodotta da Goalpost Pictures Australia ed è stata distribuita dalla Australian Children's Television Foundation. La sigla "Worlds Away" è interpretata dai Jebediah.
La serie ha vinto il TV Week Logie Award nel 2008 come miglior serie per bambini, e la star Sean Keenan (Lockie) è stata nominata per il Graham Kennedy Award come il più eccezionale nuovo talento. Ha vinto il premio AFI nel 2007 per la migliore serie drammatica per bambini. La serie è stata anche nominata ai premi BAFTA nel 2007 come la migliore serie drammatica internazionale per bambini.

## Personaggi

### Personaggi principali
- Sean Keenan: Lachlan 'Lockie' Leonard
- Clarence Ryan: Geoffrey 'Egg' Eggleston
- Gracie Gilbert: Victoria Anne 'Vicki' Streeton
- Briony Williams: Joy Leonard
- Rhys Muldoon: Sarge Leonard
- Corey McKernan: Phillip Leonard
- Ella Maddy: Barbara "Blob" Leonard

### Personaggi ricorrenti
- Melanie Munt: Lisa (Stagione 1)
- Mike Dorsey: Pop
- Alice Dale: Nan
- Jorden Silver: Curtis
- Tiarna Clarke: Dorothy 'Dot' Cook (Stagione 1)
- Trevor Jamieson: as Rev. Eggleston
- Della Rae Morrison: Mrs. Eggleston (Stagione 1)
- Richard Mellick: Sindaco Barry Streeton
- Christie Sistrunk: Mrs. Sally Streeton
- Mitchell Page: Colin 'Monster' Streeton (Stagione 1)
- James Beck: Josh Woodpond (Stagione 2)
- Laura Fairclough: Melanie 'Mel' Lamb (Stagione 2)
- Verity Gorman: Sasha Thompson-Baxter
- Nicholas Rechichi: Joe Ramir (Stagione 2)
- Cameron Findlay: Boof (Stagione 1)
- Ewen Leslie: John East (Stagione 1)
- Karli-Rae Grogan: as Heidi (Stagione 1)
- Chanel Marriott: Kirstina (Stagione 2)

## Episodi
| Stagione         | Puntate | Prima TV originale | Prima TV Italia |
| ---------------- | ------- | ------------------ | --------------- |
| Prima stagione   | 26      | 2007               | Inedita         |
| Seconda stagione | 26      | 2010               | Inedita         |

## Produzione

### Seconda stagione
La seconda stagione di Lockie Leonard è stata girata nel 2009 e trasmessa in Australia su Nine Network e WIN nel 2010. Il cast è rimasto invariato, con storie nuove e originali formulate dagli autori della serie. La nuova stagione segue le avventure di Lockie più mature ed è di nuovo ambientata ad Albany, Western Australia. La guida degli episodi è stata annunciata online il 6 dicembre 2009, sul sito web dell'Australian Television.
La seconda stagione è stata trasmessa per la prima volta il 17 maggio 2010 su Nickelodeon New Zealand e Nine Network in Australia il 21 agosto 2010, con cadenza settimanale. Negli Stati Uniti, la serie ha iniziato la messa in onda il 21 giugno 2010 su Disney XD alle 9:30. In America Latina, la serie è stata premiata mercoledì 2 giugno 2010 su Boomerang. Nel Regno Unito, è iniziata la messa in onda lunedì 2 agosto 2010 e continuata ogni giorno (tranne il venerdì) sul canale CBBC alle 11:30.